# Pietà (Angelico)
La Pietà o Deposizione è un dipinto, tempera su tavola (38x46 cm), di Beato Angelico, conservato nell'Alte Pinakothek di Monaco di Baviera. Faceva parte della predella, tra le Storie dei santi Cosma e Damiano, della Pala di San Marco, oggi divisa tra più musei. Il pannello in questione era quello centrale, posto esattamente sotto l'inserto della Crocefissione sulla pala principale.

## Storia
La pala di San Marco era destinata all'altare maggiore della chiesa di San Marco a Firenze, officiata dai domenicani del convento di cui faceva parte anche l'Angelico stesso. Il dipinto era solo uno dei tasselli della completa ristrutturazione e ridecorazione del convento offerta da Cosimo de' Medici e che ebbe come protagonista assoluto, per quanto riguarda la decorazione pittorica, l'Angelico. Il programma comprendeva oltre alla pala per l'altare maggiore, il celebre ciclo di affreschi, sia nelle aree comuni che nelle celle individuali, e una serie di codici miniati.
L'altare maggiore della chiesa venne riscattato dai Medici nel 1438, per la somma considerevole di cinquecento ducati, e riconsacrato ai santi protettori della famiglia, Cosma e Damiano, che in vita erano stati appunto, secondo la leggenda, "medici". La vecchia pala d'altare, un'Incoronazione della Vergine del 1402, in stile tardogotico di Lorenzo di Niccolò, venne rimossa e donata, con un'istanza del Priore fra Cipriano datata 1438, alla chiesa di San Domenico di Cortona, dove si trovava una comunità domenicana gemellata con quella fiorentina e dove si recò personalmente l'Angelico per effettuare la consegna nel 1440 (nell'occasione venne inciso sulla cornice il nome dei Medici come donatori).
La nuova pala venne quindi commissionata all'Angelico in un momento imprecisato, verosimilmente nel 1438 quando venne deciso di disfarsi di quella vecchia. La pala viene in genere datata entro il 1440, mentre i pannelli della predella forse vennero completati entro il 1443. Non vi sono ragioni per dubitare che venissero dipinti in una sequenza diversa da quella in cui si trovavano.
Con le soppressioni tra XVIII e XIX secolo la pala venne rimossa smembrata e parzialmente dispersa. I pannelli della predella sono oggi in parte a Firenze e in parte in altri musei internazionali. Se la pala venne sottoposta a un restauro disastroso, in un'epoca imprecisata tra XVIII e XIX secolo, i pannelli della predella furono risparmiati ed oggi sono generalmente in condizioni ottime o molto buone, tranne il pannello di Washington che è più danneggiato.

## Descrizione e stile

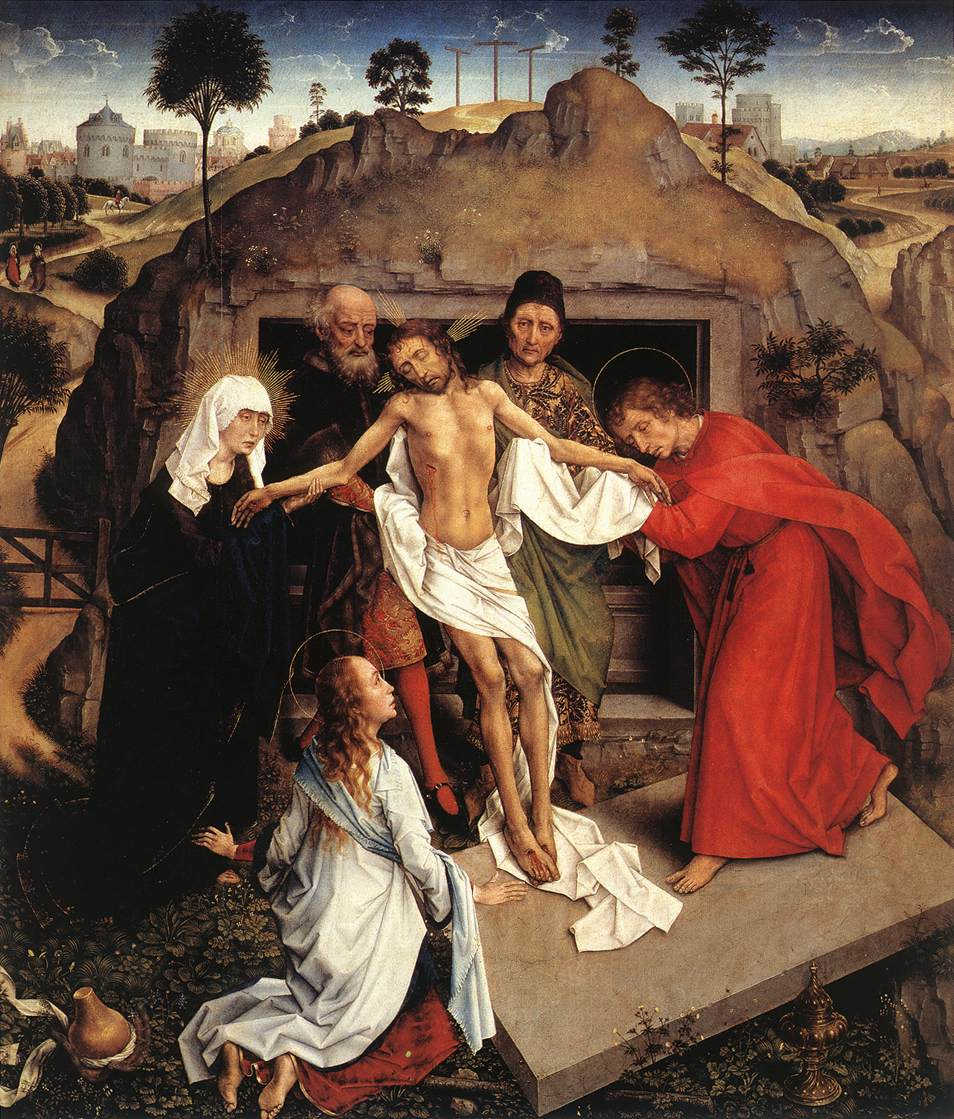
Rogier van der Weyden, Pietà (1450 circa)

La scena della Pietà o Deposizione si svolge davanti alla grotta del sepolcro di Cristo, dove Nicodemo sta trascinando il corpo di Cristo, anatomicamente reso con efficacia e con le gambe in scorcio. Ai lati le due figure dolenti di Maria e di san Giovanni Evangelista reggono e baciano oppure bagnano con le lacrime le mani del Cristo, che si trova in questa posizione che ricorda la crocefissione. Notevole è l'attenzione al paesaggio ed alla natura, sia nella resa del manto erboso ricco di fiori ed erbette, sia nel bosco che spunta ai lati, sia nel cielo. A sinistra si vede una palma stilizzata, simbolo di martirio.
John Pope-Hennessy descrisse la scena come "un'incomparabile combinazione di logica e sentimento". Il vuoto rettangolare della tomba aperta fa stagliare il corpo di Cristo, mentre il sudario, in basso, crea un rettangolo in scorcio, dove le pieghe del sudario e la delicata ombra del Cristo raggiungono un nuovo vertice di raffinato realismo.
Anche in questo caso la luce, diafana e cristallina, ha un ruolo unificatore in tutti gli elementi della scena e tramite il chiaroscuro permette una forte definizione plastica dei volumi. Essa proviene da destra, come negli altri pannelli, ma arriva da un livello più basso, in modo da illuminare alla perfezione il torso e la superficie superiore dei palmi delle mani.
La composizione venne copiata negli anni 1450 da Rogier van der Weyden, nella Deposizione oggi agli Uffizi.

## Disposizione originaria dei pannelli della predella
La predella della pala di San Marco era composta da nove pannelli (oggi esposti in più musei). Al centro si trovava la Pietà, mentre ai lati si trovavano otto storie dei santi Cosma e Damiano, sei sul lato principale e la prima e l'ultima sui fianchi.
- Guarigione di Palladia, National Gallery of Art, Washington.
- San Cosma e san Damiano davanti a Lisia, Alte Pinakothek, Monaco di Baviera
- San Cosma e san Damiano salvati dall'annegamento, Alte Pinakothek, Monaco di Baviera
- Condanna al rogo dei santi Cosma e Damiano, National Gallery of Ireland, Dublino
- Pietà, Alte Pinakothek, Monaco di Baviera
- Crocifissione dei santi Cosma e Damiano, Alte Pinakothek, Monaco di Baviera
- Decapitazione dei santi Cosma e Damiano, Museo del Louvre, Parigi
- Sepoltura dei santi Cosma e Damiano, Museo nazionale di San Marco, Firenze
- Guarigione del diacono Giustiniano, Museo nazionale di San Marco, Firenze

Predella della Pala di San Marco